# Purperslak
De purperslak (Nucella lapillus) is een in zee levende kieuwslak. Ze komt voor in de Noordzee en de Atlantische Oceaan van de Straat van Gibraltar tot de poolzee.

## Beschrijving

### Schelpkenmerken
De schelp is dikwandig en heeft bolle windingen. Er is een spitse top en een grote laatste winding die aan de onderkant in een kort sifokanaal uitloopt. Er is een sculptuur van spiraalribben. Op de kruispunten van deze ribben en de groeilijnen ontstaan schubjes waardoor het schelpoppervlak heel ruw aanvoelt. Vaak zijn deze schubjes (zeker na de dood van het dier) afgesleten. De kleur van de schelp is variabel: de buitenkant kan wit, bruin, geel, grijs en paars zijn, ook spiraalbanden in twee combinaties van deze kleuren komen regelmatig voor, de binnenkant is wit met bruin of paars.

### Afmetingen van de schelp
- Hoogte: tot circa 50 mm
- breedte tot circa 25 mm

### Voortplanting
De eieren van de purperslak worden in gele flesvormige eierkapsels van circa 8 mm lengte die in vele tientallen dicht bij elkaar staand onder stenen worden afgezet.

### Habitat en levenswijze
De soort leeft van de hoogwaterlijn in de getijdenzone tot een waterdiepte van 40 meter. In de Nederlandse kustwateren komt de soort vooral voor op en onder stenen in de getijdenzone.

Deze roofslak leeft van zeepokken en jonge mosselen. Grotere, volwassen tweekleppigen belaagt hij door een gaatje in de schelp te boren en ze vervolgens leeg te eten.

### Natuurlijke vijanden
De volwassen purperslak heeft een keihard huisje. Dit is ter verdediging tegen predatoren. Veel vogels lusten graag slakken en proberen de schelp op stenen kapot te slaan. Het lukt echter maar weinig soorten om de schelp te breken. Sommige vogels zoals de eidereend slikken de slak met huis en al door. Ook grotere krabben en kreeften zijn vijanden van de purperslak en kunnen het huisje met hun scharen breken.

### Areaal
De soort komt voor in kustwateren van Spanje tot in de Noordzee. In België verdween de soort in de jaren 70 van de 20ste eeuw, maar werd weer waargenomen in 2012.

### Fossiel voorkomen
De purperslak is bekend uit het Plioceen en interglacialen in het Pleistoceen.

### Oorsprong
De purperslak en zijn directe verwanten hebben een langere geologische historie in de Grote Oceaan dan in de Atlantische Oceaan. Het oudste voorkomen in de Noordzee is in het Plioceen. Men neemt aan dat dit geslacht aan het begin van het Plioceen via de Beringstraat naar de Atlantische Oceaan gemigreerd is en zich daarna verder heeft verspreid. Tot dezelfde migratiegolf horen Acila cobboldiae, het nonnetje, de alikruik, de strandgaper en hun verwanten.

## Verhouding tot de mens

### Bio-indicator
De purperslak wordt gebruikt als ecologische indicatorsoort en is daarmee een belangrijke graadmeter voor het ecologisch functioneren van de Noordzee.

### Tin
De purperslakkenpopulatie is sterk achteruitgegaan als gevolg van (in België en Nederland inmiddels verboden) tinhoudende verf op schepen. Schadelijke stoffen in deze verf, met name tributyltinhydride (TBT), veroorzaken verstoring van de hormonen in verschillende slakken wat imposeks tot gevolg heeft: de vrouwelijke geslachtsorganen veranderen dan in mannelijke geslachtsorganen. Vrouwtjesslakken kunnen zich dan niet meer voortplanten.

### Kleurstof
De naam van het dier verwijst naar de kleurstof purper die vroeger uit verwanten van deze dieren gewonnen werd. De dieren scheiden een gele vloeistof af die na bewerking de kleurstof purper oplevert. Vroeger werden de staatsiegewaden van vorsten in purper gedrenkt. Een nare bijkomstigheid was echter dat een in deftig purper gehuld personage een uiterst onaangename vislucht verspreidde en dat de kleur niet lichtecht was.